# Archip Lulka
Archip Michajłowicz Lulka (ros. Архип Михайлович Люлька, ukr. Архи́п Миха́йлович Лю́лька, ur. 10 marca?/23 marca 1908 we wsi Sawarka, obecnie w rejonie bohusławskim w obwodzie kijowskim, zm. 1 czerwca 1984 w Moskwie) – radziecki konstruktor silników lotniczych.

## Życiorys
Urodził się w wielodzietnej ukraińskiej rodzinie chłopskiej. W wieku 7 lat stracił matkę, a w wieku 17 lat ojca. Po ukończeniu szkoły zawodowej w Białej Cerkwi studiował w Kijowskim Instytucie Politechnicznym, który ukończył w 1931. Pracował w Naukowo-Badawczym Instytucie Energetyki Przemysłowej i w charkowskim zakładzie produkującym silniki, od 1933 pracował w katedrze silników lotniczych Charkowskiego Instytutu Lotniczego, a od 1939 w Leningradzie, gdzie pracował nad konstrukcją silników lotniczych, m.in. opracował silnik turbowentylatorowy. Po ataku Niemiec na ZSRR został ewakuowany wraz ze swoją grupą do Czelabińska. Opracował silniki lotnicze montowane m.in. w samolotach I-215, Su-7, Su-9, Su-10, Su-11 i Ła-150. Od 1952 pracował nad silnikiem AŁ-7, potem jego modyfikacji, w 1957 został generalnym konstruktorem OKB-165, 1965-1972 opracował silnik lotniczy AŁ-21F i jego modyfikacje, 1959-1975 opracował silnik rakietowy D-57 i jego modyfikacje. Od 1976 pracował nad silnikiem AŁ-31 dla samolotu Su-27. W 1968 został członkiem rzeczywistym Akademii Nauk ZSRR i doktorem nauk technicznych.

## Odznaczenia i nagrody
- Medal Sierp i Młot Bohatera Pracy Socjalistycznej (12 lipca 1957)
- Order Lenina (trzykrotnie, 1947, 12 lipca 1957 i 22 lipca 1966)
- Order Rewolucji Październikowej (1971)
- Order Czerwonego Sztandaru Pracy (dwukrotnie, 1945 i 1975)
- Nagroda Leninowska (1976)
- Nagroda Stalinowska (dwukrotnie, 1947 i 1950)

I medale.